# Jan Navrátil (lékař)
Jan Navrátil (německy Johann Navratil, 26. ledna 1909 Neu Spielberg [Nový Špilberk] u Melku, Dolní Rakousy –17. června 1992 Vídeň) byl česko-rakouský lékař, profesor, chirurg a průkopník na poli kardiochirurgie.

## Život a kariéra
Se svými českými rodiči se po 1. světové válce v roce 1919 přestěhoval z Dolních Rakous nejprve do Košic a roku 1923 do Brna, kde také vystudoval gymnázium a Lékařskou fakultu Masarykovy univerzity, na které v roce 1934 promoval.
Poté byl zaměstnán na I. chirurgické klinice nemocnice u sv. Anny v Brně. Odborně nadaný Navrátil se postupně vypracoval z pozice neplaceného sekundáře na vedoucího lékaře urologického oddělení. V roce 1946 se Navrátil habilitoval.
Díky svým chirurgickým a organizačním schopnostem byl pověřen zřízením neurochirurgického oddělení, to se mu podařilo. Mezi jeho neurochirurgické zákroky patřily operace mozkových nádorů a intrakraniálních cévních malformací.

### Kardiochirurgie v Brně
Profesor Bohdan Hejduk rozšířil operační spektrum na II. chirurgické klinice nemocnice u sv. Anny o operace hrudníku a plic. Tím se postupně otevřela cesta k operacím srdce na jeho klinice.
Po nucené dramatické emigraci profesora Hejduka z Československa byl v roce 1950 docent Jan Navrátil jmenován přednostou II. chirurgické kliniky nemocnice u sv. Anny. Toto jmenování znamenalo pro brněnskou II. chirurgické kliniku u Sv. Anny krok do nové éry.
Díky Navrátilovým experimentálním studiím bylo již v roce 1953 možné provádět operace srdce na lidech. Zpočátku byly operovány získané srdeční vady, stenózy mitrální chlopně u dospělých pacientů na uzavřeném srdci. V témže roce byly ve spolupráci s První dětskou nemocnicí u svaté Anny korigovány, také některé vrozené srdeční a cévní vady u dětí.
Dne 16. března 1955 byla poprvé operována koarktace aorty u 18letého pacienta. Přestože kardiochirurgie v té době ještě nebyla zavedeným oborem, počet operací srdce se zvyšoval.
Kontinuálně pokračující výzkum a práce v experimentu umožnili v začít v Brně provádět operace na otevřeném srdci. 23. května 1956 Navrátil poprvé v Československu uzavřel defekt síňového septa u 35leté pacientky. Operace byla provedena pomoci hluboké povrchové hypotermii se zastaveným srdečním oběhem. V témže roce byl Navrátil jmenován řádným profesorem patologie a terapie chirurgických chorob.

### Mimotělní oběh
Milníkem vývoje v rámci kardiochirurgie bylo vytvoření přístroje pro mimotělní oběh (ECC). V roce 1953 provedl John Gibbon v USA první úspěšnou operaci s mimotělním oběhem pomocí přístroje pro léčbu srdce a plic (CBP). Tato operace byla jediná úspěšná v rámci série 4 operací provedené Johnem Gibbonem, to mělo za následek, že Gibbon nepokračoval v operativě a vývoji přístroje pro mimotělní oběh, naopak stal se aktivním odpůrcem této metody. 3. března 1955 C. Walton Lillehei použil poprvé místo metody "zkříženého oběhu" vylepšený Gibbonův ECC a následující série úspěšných operací za použití ECC znamenal k průlomu v kardiochirurgii.
Informační blokáda způsobená železnou oponou a americkým embargem na nové technologie pro země východního bloku znemožňovala nákup ECC a ztěžovala jejich vlastní vývoj. Podle popisu Gibbonova ECC v odborné literatuře byly první "domácí" ECC přístroje vyrobeny téměř současně v několika kardiochirurgických centrech v Československu (Brno, Hradec Králové a Bratislava). Tým pracovníků Navrátil pod vedením Dr. Miloše Vašulína a inženýra Dr. Čermáka zkonstruoval ECC s měchýřovým oxygenátorem na principu C. W. Lilleheie s využitím lineárního čerpadla.
Rozsáhlé experimenty na zvířatech umožnily 5. února 1958 první operaci s jeho vlastním ECC – uzávěr defektu síňového septa u sedmileté pacientky. Tato Navrátilova operace byla prvním úspěšným zákrokem na otevřeném srdci s HLM ve střední Evropě a významným předělem pro další etablování kardiochirurgie v Československu . V následujících letech se v Brně intenzivně rozšiřoval program operací vrozených a získaných srdečních vad a cévní chirurgie.
Kromě operací vrozených srdečních vad byl Navrátil také průkopníkem operací srdečních chlopní. Dne 19. listopadu 1963 úspěšně implantoval první umělou mitrální chlopeň. Prvních šest operací provedl s chlopenními protézami vlastní výroby (Uhlíř-Altmananov©). První aortální chlopeň byla vyměněna 22. ledna 1965.
Navrátil v Brně zavedl do praxe několik nových kardiochirurgických a cévně chirurgických postupů, včetně mimotělního výměníku tepla pro hlubokou hypotermii, zevního defibrilátoru a pletených cévních protéz. Dále začal vyvíjet mechanickou podporu oběhu pro pacienty s plicní embolií. Současně začal implantovat kardiostimulátory typu Elema-Schoenander©, později Peleška-Bičík© .
Do roku 1967 bylo na II. chirurgické klinice nemocnice sv. Anny pod vedením Navrátila provedeno téměř 3000 operací srdce.  
| Operace poprvé provedené v ČS J. Navrátilem                   | Datum      |
| ------------------------------------------------------------- | ---------- |
| Operace Fallotovy tetralogie                                  | 25.04.1956 |
| Operace na zastaveném srdci v hluboké hypotermii (Uzávěr DSS) | 23.05.1956 |
| Operace v mimotělním krevním oběhu                            | 05.02.1958 |
| Operace srdečního nádoru                                      | -/-/1958   |
| Náhrada mitrální chlopně                                      | 19.11.1963 |
| Náhrada aortální chlopně                                      | 22.01.1965 |

### Kardiochirurgie ve Vídni a umělé srdce
Navrátilovo úsilí upevnilo jeho pověst vynikajícího lékaře a vědecké autority na obou stranách železné opony. V roce 1967, v době nadějného sbližování východu a západu během studené války, byl J. Navrátil jmenován přednostou II. chirurgické kliniky "Billroth" ve Všeobecné nemocnici ve Vídni, aby i zde zavedl moderní kardiochirurgii.
Pod jeho vedením se ve Vídni rychle rozvinul kompletní kardiochirurgický program. S Navrátilem jako ředitelem byla budova kliniky z 19. století přestavěna a rozšířena. V novém pátém patře byly vytvořeny výzkumné laboratoře a experimentální oddělení, aby bylo možné pokračovat ve vývoji. Skupina pro experimentální výzkum, kterou Navrátil založil, pod vedením Dr. Ernsta Wolnera, se zaměřila na tvorbu mechanické srdeční podpory a umělého srdce.
Již v roce 1969 se dostavily první výsledky ve formě aplikace intraaortální balónkové kontrapulzace vlastní konstrukce do klinického užívání . Vývojem "vídeňského umělého srdce" v roce 1977 dosáhla výzkumná skupina svého vrcholu.
Původním záměrem Navrátila nebylo emigrovat. Po potlačení Pražského jara v roce 1968 a následné vlně normalizace v Československu na počátku 70. letech, se Jan Navrátil se rozhodl nadále žít a pracovat ve Vídni. To znamenalo přerušení styku s jeho dosavadního působištěm na "jeho" brněnské kardiologické klinice. Od té doby bylo jeho jméno v socialistickém Československu z politických důvodů tabuizováno. Teprve po roce 1989 byl rehabilitován.
Od roku 1975 byl Navrátil prvním ředitelem Institutu pro výzkum kardiochirurgie na Institutu Ludwiga Boltzmanna ve Vídni. Byl také členem několika vědeckých institucí, např. Německé akademie věd "Leopoldina" nebo Rakouské akademie věd.
Podstatnou součástí jeho práce v Československu i v Rakousku byla také osvětová a publicistická činnost.
Ani spolupráce s médii mu nebylo cizí. V roce 1966 byl ve spolupráci s Československou televizí "vysílán" přímý televizní přenos operace vrozené srdeční vady v mimotělním oběhu z operačního sálu II. chirurgické kliniky pod názvem "Zpověď u sv. Anny".

## Smrt
Jan Navrátil zemřel 17. června 1992 ve Vídni ve věku 83 let. Byl pohřben na ústředním hřbitově v rodném Brně. Roku 2009 byl posmrtně jmenován čestným občanem města Brna; dům, ve kterém bydlel, zdobí pamětní deska.
Profesor Jan Navrátil byl jako "self-made man" nejen vynikající chirurg, ale také vynikající vědec, organizátor, kolega a učitel. Jako málokdo jiný nám na svém životě ukázal lidské předpoklady pro úspěch v tomto zvláštním oboru: Empatie, představivost, iniciativa, sebedůvěra a vytrvalost.

## Dílo
Výčet děl a odborných publikací není úplný, pouze orientační.

### Knižní Publikace:
- Jan Navrátil: K otázce náhrady srdeční chlopně. Lékařská fakulta University J. E. Purkyně, Brno 1965.
- Jan Navrátil: Kapitoly z experimentálni chirurgie. In: Acta Facultatis medicae Universitatis Brunensis Band 11. Státní pedagogické nakladatelství, Praha / Lékařská fakulta University J. E. Purkyně, Brno 1963.
- Jan Navrátil: Kardiochirurgie. Avicenum, Praha 1971

### Filmy na téma kardiochirurgie
- Zpověď u sv. Anny

## Vyznamenání
- 1959 Cena míru
- 1962 Řád republiky[7] za zásluhy na poli kardiochirurgie
- 1979 Ehrenring der Stadt Wien